# Liste des titres musicaux numéro un en Allemagne en 1979
Cette page liste les titres numéro un dans les meilleures ventes de disques en Allemagne pour l'année 1979 selon Media Control Charts. 
Les classements sont issus des 100 meilleures ventes de singles et des 100 meilleures ventes d'albums. Ils se déroulent du vendredi au jeudi, et sont publiés le mardi par l'industrie musicale allemande.

## Classement des singles
| №  | Date         | Artiste           | Titre                 |
| -- | ------------ | ----------------- | --------------------- |
| 1  | 5 janvier    | Boney M.          | Mary's Boy Child      |
| 2  | 12 janvier   | Village People    | Y.M.C.A.              |
| 3  | 19 janvier   | Village People    | Y.M.C.A.              |
| 4  | 26 janvier   | Village People    | Y.M.C.A.              |
| 5  | 2 février    | Village People    | Y.M.C.A.              |
| 6  | 9 février    | Village People    | Y.M.C.A.              |
| 7  | 16 février   | Village People    | Y.M.C.A.              |
| 8  | 23 février   | Village People    | Y.M.C.A.              |
| 9  | 2 mars       | Blondie           | Heart of Glass        |
| 10 | 9 mars       | Blondie           | Heart of Glass        |
| 11 | 16 mars      | Blondie           | Heart of Glass        |
| 12 | 23 mars      | Blondie           | Heart of Glass        |
| 13 | 30 mars      | Blondie           | Heart of Glass        |
| 14 | 6 avril      | Blondie           | Heart of Glass        |
| 15 | 13 avril     | Dschinghis Khan   | Dschinghis Khan       |
| 16 | 20 avril     | Dschinghis Khan   | Dschinghis Khan       |
| 17 | 27 avril     | Dschinghis Khan   | Dschinghis Khan       |
| 18 | 4 mai        | Dschinghis Khan   | Dschinghis Khan       |
| 19 | 11 mai       | Patrick Hernandez | Born to Be Alive      |
| 20 | 18 mai       | Patrick Hernandez | Born to Be Alive      |
| 21 | 25 mai       | Patrick Hernandez | Born to Be Alive      |
| 22 | 1er juin     | Patrick Hernandez | Born to Be Alive      |
| 23 | 8 juin       | Patrick Hernandez | Born to Be Alive      |
| 24 | 15 juin      | M                 | Pop Muzik             |
| 25 | 22 juin      | M                 | Pop Muzik             |
| 26 | 29 juin      | M                 | Pop Muzik             |
| 27 | 6 juillet    | M                 | Pop Muzik             |
| 28 | 13 juillet   | M                 | Pop Muzik             |
| 29 | 20 juillet   | M                 | Pop Muzik             |
| 30 | 27 juillet   | Peter Maffay      | So bist Du            |
| 31 | 3 août       | Peter Maffay      | So bist Du            |
| 32 | 10 août      | Peter Maffay      | So bist Du            |
| 33 | 17 août      | Boney M.          | El Lute               |
| 34 | 24 août      | Boney M.          | El Lute               |
| 35 | 31 août      | Boney M.          | El Lute               |
| 36 | 7 septembre  | Boney M.          | El Lute               |
| 37 | 14 septembre | Boney M.          | El Lute               |
| 38 | 21 septembre | Boney M.          | El Lute               |
| 39 | 28 septembre | Boney M.          | El Lute               |
| 40 | 5 octobre    | Boney M.          | El Lute               |
| 41 | 12 octobre   | Cliff Richard     | We Don't Talk Anymore |
| 42 | 19 octobre   | Cliff Richard     | We Don't Talk Anymore |
| 43 | 26 octobre   | Cliff Richard     | We Don't Talk Anymore |
| 44 | 2 novembre   | Cliff Richard     | We Don't Talk Anymore |
| 45 | 9 novembre   | Cliff Richard     | We Don't Talk Anymore |
| 46 | 16 novembre  | Thom Pace         | Maybe                 |
| 47 | 23 novembre  | Thom Pace         | Maybe                 |
| 48 | 30 novembre  | Thom Pace         | Maybe                 |
| 49 | 7 décembre   | Thom Pace         | Maybe                 |
| 50 | 14 décembre  | Thom Pace         | Maybe                 |
| 51 | 21 décembre  | Thom Pace         | Maybe                 |
| 52 | 28 décembre  | Thom Pace         | Maybe                 |

## Classement des albums
| №  | Date         | Artiste                      | Titre                |
| -- | ------------ | ---------------------------- | -------------------- |
| 1  | 5 janvier    | Bande originale              | Grease               |
| 2  | 12 janvier   | Bande originale              | Grease               |
| 3  | 19 janvier   | Bande originale              | Grease               |
| 4  | 26 janvier   | Bande originale              | Grease               |
| 5  | 2 février    | Village People               | Cruisin'             |
| 6  | 9 février    | James Last                   | Und jetzt alle       |
| 7  | 16 février   | Nini Rosso                   | Trumpet Dreams       |
| 8  | 23 février   | Nini Rosso                   | Trumpet Dreams       |
| 9  | 2 mars       | Freddy Fröhlich's Partylöwen | Hithaus, Ramba Zamba |
| 10 | 9 mars       | Freddy Fröhlich's Partylöwen | Hithaus, Ramba Zamba |
| 11 | 16 mars      | Richard Clayderman           | Träumereien          |
| 12 | 23 mars      | Richard Clayderman           | Träumereien          |
| 13 | 30 mars      | Richard Clayderman           | Träumereien          |
| 14 | 6 avril      | Richard Clayderman           | Träumereien          |
| 15 | 13 avril     | Richard Clayderman           | Träumereien          |
| 16 | 20 avril     | Richard Clayderman           | Träumereien          |
| 17 | 27 avril     | Richard Clayderman           | Träumereien          |
| 18 | 4 mai        | Supertramp                   | Breakfast in America |
| 19 | 11 mai       | Bee Gees                     | Spirits Having Flown |
| 20 | 18 mai       | ABBA                         | Voulez-Vous          |
| 21 | 25 mai       | ABBA                         | Voulez-Vous          |
| 22 | 1er juin     | ABBA                         | Voulez-Vous          |
| 23 | 8 juin       | ABBA                         | Voulez-Vous          |
| 24 | 15 juin      | Dire Straits                 | Communiqué           |
| 25 | 22 juin      | Dire Straits                 | Communiqué           |
| 26 | 29 juin      | Dire Straits                 | Communiqué           |
| 27 | 6 juillet    | Dire Straits                 | Communiqué           |
| 28 | 13 juillet   | Peter Maffay                 | Steppenwolf          |
| 29 | 20 juillet   | Peter Maffay                 | Steppenwolf          |
| 30 | 27 juillet   | Peter Maffay                 | Steppenwolf          |
| 31 | 3 août       | Peter Maffay                 | Steppenwolf          |
| 32 | 10 août      | Peter Maffay                 | Steppenwolf          |
| 33 | 17 août      | Peter Maffay                 | Steppenwolf          |
| 34 | 24 août      | Peter Maffay                 | Steppenwolf          |
| 35 | 31 août      | Peter Maffay                 | Steppenwolf          |
| 36 | 7 septembre  | Peter Maffay                 | Steppenwolf          |
| 37 | 14 septembre | The Alan Parsons Project     | Eve                  |
| 38 | 21 septembre | The Alan Parsons Project     | Eve                  |
| 39 | 28 septembre | The Alan Parsons Project     | Eve                  |
| 40 | 5 octobre    | The Alan Parsons Project     | Eve                  |
| 41 | 12 octobre   | Boney M.                     | Oceans Of Fantasy    |
| 42 | 19 octobre   | Boney M.                     | Oceans Of Fantasy    |
| 43 | 26 octobre   | Peter Maffay                 | Frei sein            |
| 44 | 2 novembre   | Peter Maffay                 | Frei sein            |
| 45 | 9 novembre   | Peter Maffay                 | Frei sein            |
| 46 | 16 novembre  | Peter Maffay                 | Frei sein            |
| 47 | 23 novembre  | Peter Maffay                 | Frei sein            |
| 48 | 30 novembre  | James Last                   | Träum was Schönes    |
| 49 | 7 décembre   | James Last                   | Träum was Schönes    |
| 50 | 14 décembre  | James Last                   | Träum was Schönes    |
| 51 | 21 décembre  | James Last                   | Träum was Schönes    |
| 52 | 28 décembre  | James Last                   | Träum was Schönes    |

## Hit-Parade des singles de l'année
1. Peter Maffay - So bist du
2. Patrick Hernandez - Born to Be Alive
3. Boney M. - El Lute
4. Village People - Y.M.C.A.
5. Blondie - Heart of Glass
6. Cliff Richard - We Don't Talk Anymore
7. M - Pop Muzik
8. Kiss - I Was Made for Lovin' You
9. Art Garfunkel - Bright Eyes
10. Dschinghis Khan - Dschingis Khan
11. ABBA - Chiquitita
12. Thom Pace - Maybe
13. Dschinghis Khan - Moskau
14. Racey (en) - Some Girls
15. Nick Straker Band (en) - A Walk in the Park
16. Bee Gees - Tragedy
17. Gebrüder Blattschuss - Kreuzberger Nächte
18. Luv' - Trojan Horse
19. Anita Ward - Ring My Bell
20. ABBA - Gimme Gimme Gimme
21. Suzi Quatro & Chris Norman - Stumblin' In
22. Clout - Save Me
23. Promises - Baby It's You
24. Boney M. - Mary's Boy Child
25. The Buggles - Video Killed the Radio Star